# Palais Cavriani

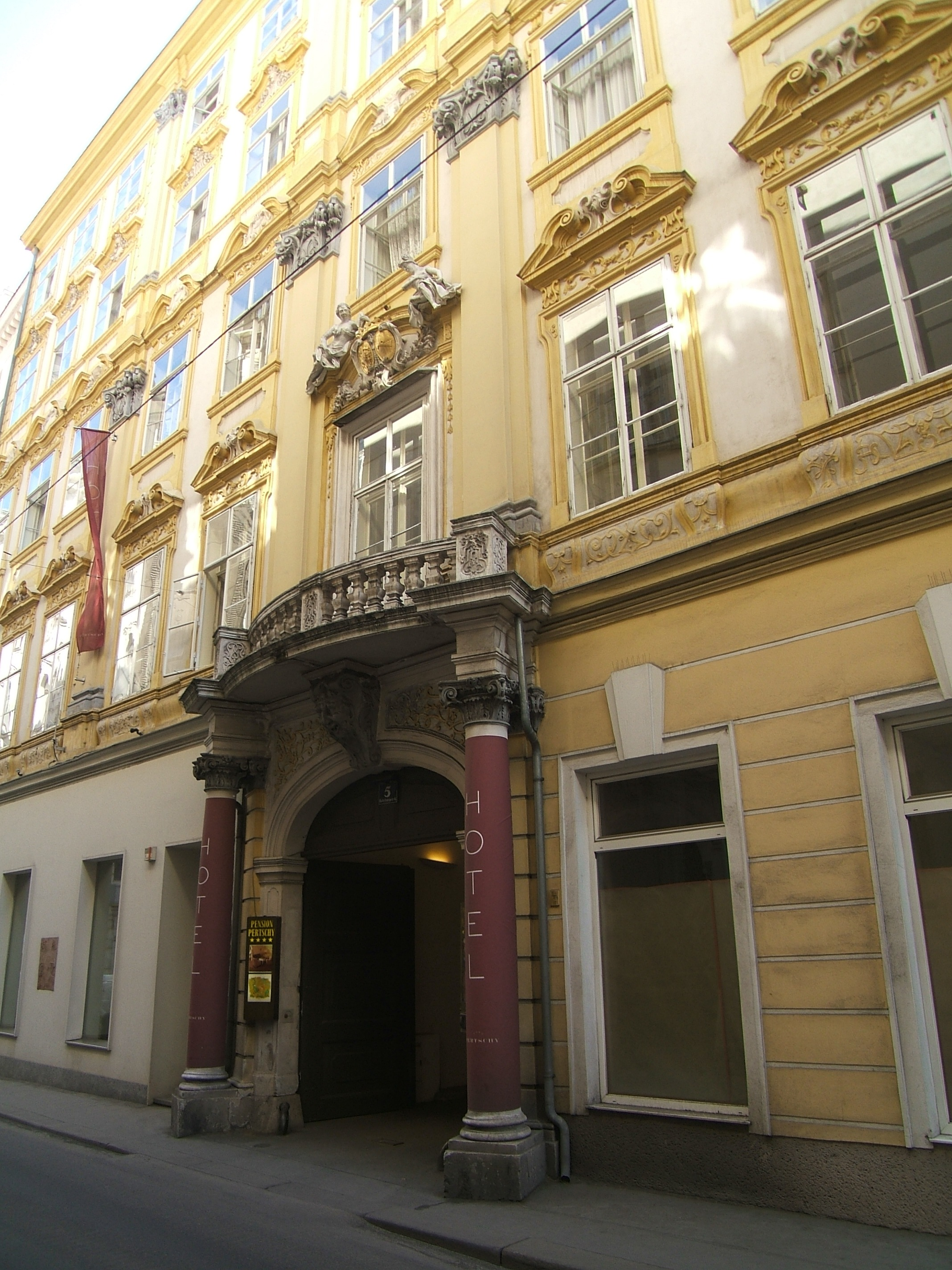
Fassade zur Habsburgergasse

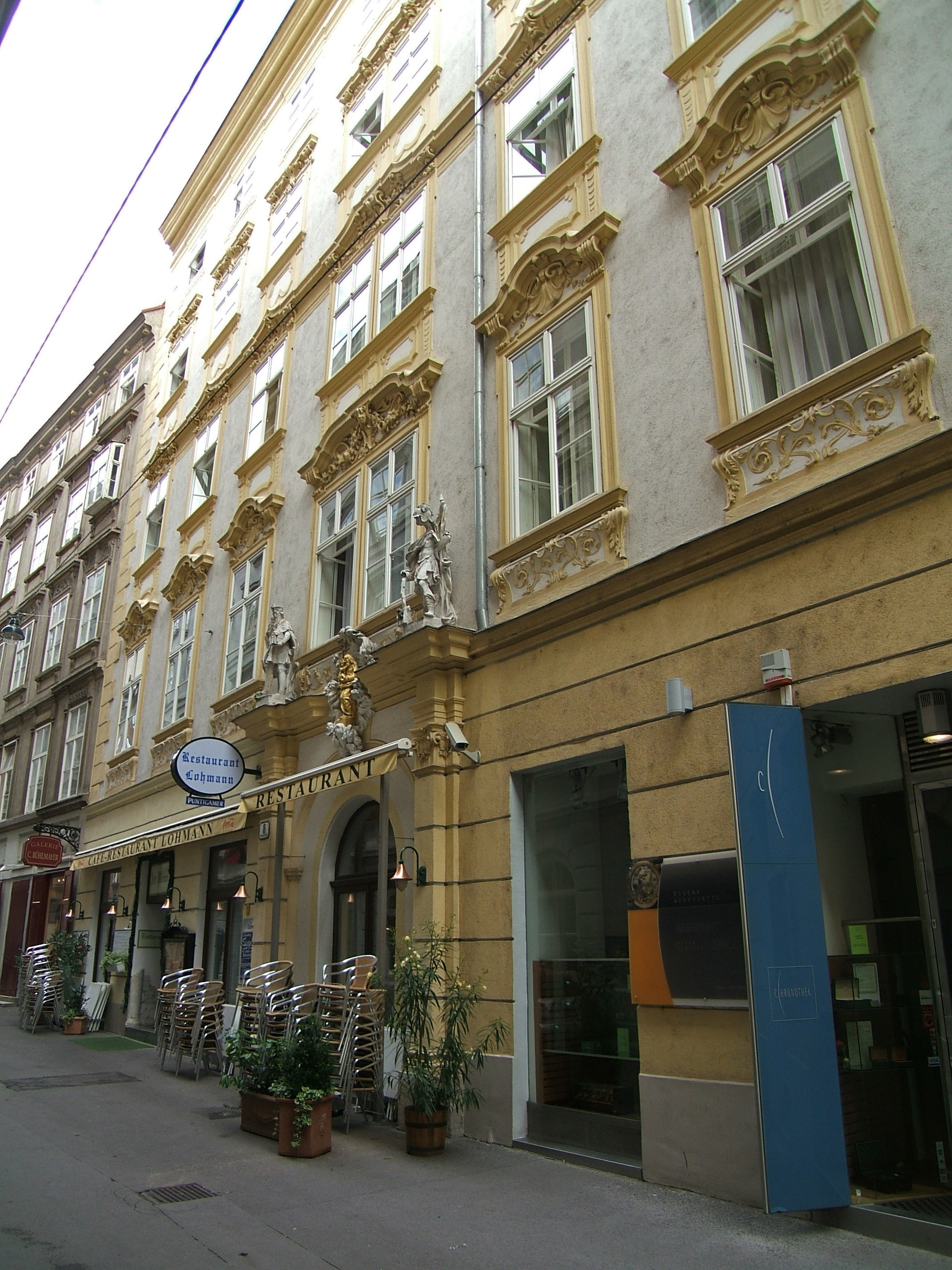
Fassade zur Bräunerstraße

Das Palais Cavriani befindet sich im 1. Wiener Gemeindebezirk Innere Stadt, Bräunerstraße 8 / Habsburgergasse 5.

## Geschichte

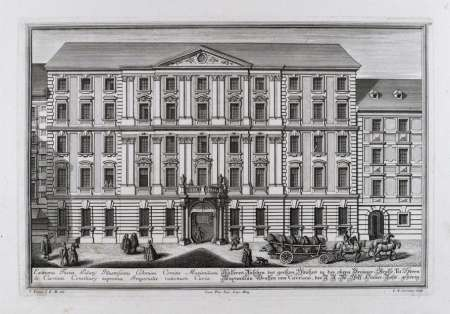
Fassade des Palais Cavriani, um 1730

Um 1605 kaufte Octavius Cavriani ein bereits seit dem Mittelalter bestehendes Haus. Graf Maximilian Cavriani ließ das Haus abreißen und bis 1723 das heutige Palais errichten. Ein genaues Datum sowie der Architekt sind nicht bekannt. Das Palais blieb bis 1923 im Besitz der Familie.

## Beschreibung
Das Palais umfasst die gesamte Tiefe der Häuserzeile und reicht von der Habsburgergasse bis zur Bräunerstraße und hat somit zwei Fassaden. Anders als bei vielen anderen Palais sind beide Fassaden qualitätsvoll im hochbarocken Stil ausgeführt. 
Die Fassade zur Habsburgergasse ist optisch in mehrere Zonen geteilt. Der gebänderte Sockel wird von einem Portal flankiert von korinthischen Säulen und einem vorgewölbten Balkon mit Balustrade dominiert. In der Verdachung der Balkontüre wird das Allianzwappen in einer Kartusche von zwei Liegefiguren flankiert. Die vertikale Linie des Säulenportals wird durch korinthische Riesenpilaster fortgesetzt, die bis zum Dachgesims reichen. Hingegen stellt die Verbindung der Sohlbankgesimse und Fensterverdachungen zwischen dem 2. und 3. Obergeschoß eine klare Betonung der Waagrechten in der Oberzone dar.
Das Merkmal der durchgehenden Fensterüberdachung findet sich auch an der Fassade zur Bräunerstraße. Feine Verzierungen der Brüstungen, Festons, Masken und Muscheln in den Fensterverdachungen lassen den Dekor hier reicher erscheinen. Doppelfenster über dem Rundbogenportal betonen die Fassadenmitte. Auf der Portalverdachung stehen die Statuen des Hl. Leopolds und des Hl. Florians während in der Mitte, die Verdachung durchbrechend eine vergoldete Madonnenstatue aus der 1. Hälfte des 17. Jahrhunderts angebracht ist.